# Sean Pertwee
Sean Pertwee (Londen, 4 juni 1964) is een Brits (stem)acteur.

## Biografie
Pertwee werd geboren in de wijk Hammersmith van Londen als zoon van de acteur Jon Pertwee, bekend van de televisieserie Doctor Who. Hij doorliep de middelbare school aan de Teddington School in Londen. 
Pertwee begon in 1987 met acteren in de film Prick Up Your Ears, waarna hij nog in meer dan 115 films en televisieseries speelde. Hij is vooral bekend van zijn rol als Alfred Pennyworth in de televisieserie Gotham waar hij al in 81 afleveringen speelde (2014-2019). 
Pertwee is in 1999 getrouwd en heeft twee kinderen.

## Filmografie

### Films
Selectie:
- 2020 The Reckoning - als rechter John Moorcroft
- 2015 Howl - als treinmachinist Tony
- 2013 Alan Partridge: Alpha Papa - als Steve Stubbs
- 2012 The Seasoning House - als Goran
- 2011 Wild Bill - als Jack
- 2008 Doomsday - als dr. Talbot
- 2007 Botched - als mr. Groznyi
- 2005 The Last Drop - als Bill McMillan
- 2005 Goal! - als Barry Rankin
- 2005 Greyfriars Bobby - als Duncan Smithie
- 2002 Equilibrium - als pastoor
- 2002 Dog Soldiers - als sergeant Harry G. Wells
- 2001 The 51st State - als rechercheur Virgil Kane
- 1998 Soldier - als Mace
- 1997 Event Horizon - als Smith
- 1993 Swing Kids - als Berger

### Televisieseries
Uitgezonderd eenmalige gastrollen
- 2024 The Night Caller - als Lawrence Brightway - 4 afl.
- 2024 Silent Witness - als DI John Flynn - 2 afl.
- 2023 You - als Vic - 3 afl.
- 2020 Two Weeks to Live - als Jimmy - 2 afl.
- 2020 The Pale Horse - als inspecteur Stanley Lejeune - 2 afl.
- 2014-2019 Gotham - als Alfred Pennyworth - 99 afl.
- 2013-2014 Elementary - als Gareth Lestrade - 3 afl.
- 2013 Jo - als Charlie - 6 afl.
- 2011 Camelot - als Ector - 3 afl.
- 2008 The Wrong Door - als ?? - 4 afl.
- 2008 Honest - als DS Ed Bain - 6 afl.
- 2001-2003 Cold Feet - als Mark Cubitt - 6 afl.
- 1996-1997 Bodyguards - als Ian Worrell - 7 afl.
- 1994 Cadfael - als Hugh Beringar - 4 afl.
- 1991 Clarissa - als Jack Belford - 4 afl.
- 1990 Harry Enfield's Television Programme - als schoonzoon van Dont - 2 afl.
- 1990 Chancer - als Jamie Douglas - 6 afl.
- 1989 Hard Cases - als Dominic Lutovski - 7 afl.

### Computerspellen
- 2015 Esper 2 - als stem
- 2013 Assassin's Creed IV: Black Flag - als Peter Chamberlaine
- 2012 PlayStation All-Stars Battle Royale - als kolonel Radec
- 2010 Fable III - als Saker
- 2009 Killzone 2 - als kolonel Radec
- 2008 Fable II - als stem
- 2004 Killzone - als kolonel Gregor Hakha
- 2003 Gladiator: Sword of Vengeance - als Invictus Thrax
- 2003 Warhammer 40,000: Fire Warrior - als gouverneur Severus
- 2003 Medieval: Total War - Viking Invasion - als verteller
- 2003 Primal - als prins Jared
- 2002 Medieval: Total War - als verteller
- 2001 Shadow Man: 2econd Coming - als Asmodeus

- Biblioteca Nacional de España: XX1174095
- Bibliothèque nationale de France: cb142152888 (data)
- Catàleg d'autoritats de noms i títols de Catalunya: 981058528671506706
- Gemeinsame Normdatei: 1017624852
- International Standard Name Identifier: 0000 0001 0921 7335
- Library of Congress Control Number: no2001046853
- MusicBrainz: 8c7150aa-9a7e-4712-be71-476accb58bfb
- Nationale Bibliotheek van Tsjechië: xx0042901
- Nationale Bibliotheek van Israël: 987007605521405171
- Nederlandse Thesaurus van Auteursnamen: 297077899
- SNAC: w6wm1j5b
- Système universitaire de documentation: 196264693
- Virtual International Authority File: 85571335
- WorldCat: E39PBJqBtx78QkvRD33J7QKTpP